# The Party at Kitty and Stud's
The Party at Kitty and Stud's är en mjukpornografisk film från 1970, med Sylvester Stallone som skådespelare. Filmen senare namn till Italian Stallion efter Rocky Balboa-filmerna, vars titelfigur även blev känd under detta smeknamn.